# Lista över fornlämningar i Södertälje kommun (Överenhörna)
Lista över fornlämningar i Södertälje kommun (Överenhörna) är en förteckning av ett urval av de fornlämningar som finns i Överenhörna i Södertälje kommun.
| Namn                            | Lämningstyp             | Tillkomsttid | Historisk indelning       | Plats | Läge                 | ID-nr          | Bild                                 |
| ------------------------------- | ----------------------- | ------------ | ------------------------- | ----- | -------------------- | -------------- | ------------------------------------ |
| Överenhörna 1:1                 | Fornborg                |              | Överenhörna, Södermanland |       | 59.275561, 17.361553 | 10012700010001 | Ladda upp en bild av detta fornminne |
| Överenhörna 9:1                 | Stensättning            |              | Överenhörna, Södermanland |       | 59.323969, 17.380824 | 10012700090001 | Ladda upp en bild av detta fornminne |
| Överenhörna 10:1                | Röse                    |              | Överenhörna, Södermanland |       | 59.317637, 17.358453 | 10012700100001 | Ladda upp en bild av detta fornminne |
| Överenhörna 12:1                | Stensättning            |              | Överenhörna, Södermanland |       | 59.319576, 17.367847 | 10012700120001 | Ladda upp en bild av detta fornminne |
| Överenhörna 12:2                | Stensättning            |              | Överenhörna, Södermanland |       | 59.319589, 17.367503 | 10012700120002 | Ladda upp en bild av detta fornminne |
| Överenhörna 15:1                | Gravfält                |              | Överenhörna, Södermanland |       | 59.276982, 17.379837 | 10012700150001 | Ladda upp en bild av detta fornminne |
| Överenhörna 17:1                | Gravfält                |              | Överenhörna, Södermanland |       | 59.278759, 17.385304 | 10012700170001 | Ladda upp en bild av detta fornminne |
| Överenhörna 19:1                | Gravfält                |              | Överenhörna, Södermanland |       | 59.278364, 17.383733 | 10012700190001 | Ladda upp en bild av detta fornminne |
| Överenhörna 21:1                | Gravfält                |              | Överenhörna, Södermanland |       | 59.281817, 17.397744 | 10012700210001 | Ladda upp en bild av detta fornminne |
| Överenhörna 23:1                | Stensättning            |              | Överenhörna, Södermanland |       | 59.283835, 17.407580 | 10012700230001 | Ladda upp en bild av detta fornminne |
| Överenhörna 23:2                | Stensättning            |              | Överenhörna, Södermanland |       | 59.283928, 17.407250 | 10012700230002 | Ladda upp en bild av detta fornminne |
| Överenhörna 24:1                | Gravfält                |              | Överenhörna, Södermanland |       | 59.285428, 17.392752 | 10012700240001 | Ladda upp en bild av detta fornminne |
| Överenhörna 26:1                | Stensättning            |              | Överenhörna, Södermanland |       | 59.283991, 17.395451 | 10012700260001 | Ladda upp en bild av detta fornminne |
| Överenhörna 26:2                | Stensättning            |              | Överenhörna, Södermanland |       | 59.283900, 17.395482 | 10012700260002 | Ladda upp en bild av detta fornminne |
| Överenhörna 26:3                | Stensättning            |              | Överenhörna, Södermanland |       | 59.284016, 17.394768 | 10012700260003 | Ladda upp en bild av detta fornminne |
| Överenhörna 28:1                | Gravfält                |              | Överenhörna, Södermanland |       | 59.286243, 17.433308 | 10012700280001 | Ladda upp en bild av detta fornminne |
| Överenhörna 29:1                | Gravfält                |              | Överenhörna, Södermanland |       | 59.278550, 17.450780 | 10012700290001 | Ladda upp en bild av detta fornminne |
| Skansberget (Överenhörna 30:1)  | Fornborg                |              | Överenhörna, Södermanland |       | 59.276693, 17.441056 | 10012700300001 | Ladda upp en bild av detta fornminne |
| Överenhörna 31:1                | Gravfält                |              | Överenhörna, Södermanland |       | 59.280536, 17.455337 | 10012700310001 | Ladda upp en bild av detta fornminne |
| Överenhörna 32:1                | Gravfält                |              | Överenhörna, Södermanland |       | 59.287898, 17.434654 | 10012700320001 | Ladda upp en bild av detta fornminne |
| Överenhörna 33:1                | Röse                    |              | Överenhörna, Södermanland |       | 59.295899, 17.453573 | 10012700330001 | Ladda upp en bild av detta fornminne |
| Överenhörna 35:1                | Gravfält                |              | Överenhörna, Södermanland |       | 59.287451, 17.391239 | 10012700350001 | Ladda upp en bild av detta fornminne |
| Överenhörna 36:1                | Gravfält                |              | Överenhörna, Södermanland |       | 59.288902, 17.392178 | 10012700360001 | Ladda upp en bild av detta fornminne |
| Överenhörna 37:1                | Stensättning            |              | Överenhörna, Södermanland |       | 59.286585, 17.387369 | 10012700370001 | Ladda upp en bild av detta fornminne |
| Grammars hög (Överenhörna 38:1) | Gravfält                |              | Överenhörna, Södermanland |       | 59.289782, 17.386206 | 10012700380001 | Ladda upp en bild av detta fornminne |
| Överenhörna 39:1                | Gravfält                |              | Överenhörna, Södermanland |       | 59.286316, 17.403237 | 10012700390001 | Ladda upp en bild av detta fornminne |
| Överenhörna 40:1                | Gravfält                |              | Överenhörna, Södermanland |       | 59.287019, 17.405709 | 10012700400001 | Ladda upp en bild av detta fornminne |
| Överenhörna 41:1                | Gravfält                |              | Överenhörna, Södermanland |       | 59.289861, 17.409309 | 10012700410001 | Ladda upp en bild av detta fornminne |
| Överenhörna 42:1                | Gravfält                |              | Överenhörna, Södermanland |       | 59.289204, 17.408640 | 10012700420001 | Ladda upp en bild av detta fornminne |
| Överenhörna 44:1                | Stensättning            |              | Överenhörna, Södermanland |       | 59.286167, 17.439536 | 10012700440001 | Ladda upp en bild av detta fornminne |
| Överenhörna 46:1                | Stensättning            |              | Överenhörna, Södermanland |       | 59.280681, 17.455937 | 10012700460001 | Ladda upp en bild av detta fornminne |
| Överenhörna 46:2                | Stensättning            |              | Överenhörna, Södermanland |       | 59.280760, 17.456115 | 10012700460002 | Ladda upp en bild av detta fornminne |
| Överenhörna 53:1                | Gravfält                |              | Överenhörna, Södermanland |       | 59.297687, 17.400614 | 10012700530001 | Ladda upp en bild av detta fornminne |
| Överenhörna 54:1                | Gravfält                |              | Överenhörna, Södermanland |       | 59.297820, 17.396778 | 10012700540001 | Ladda upp en bild av detta fornminne |
| Överenhörna 55:1                | Gravfält                |              | Överenhörna, Södermanland |       | 59.296181, 17.390205 | 10012700550001 | Ladda upp en bild av detta fornminne |
| Överenhörna 56:1                | Runristning             |              | Överenhörna, Södermanland |       | 59.287821, 17.378188 | 10012700560001 | Ladda upp en bild av detta fornminne |
| Överenhörna 56:2                | Runristning             |              | Överenhörna, Södermanland |       | 59.287801, 17.378182 | 10012700560002 | Ladda upp en bild av detta fornminne |
| Överenhörna 59:1                | Stensättning            |              | Överenhörna, Södermanland |       | 59.286719, 17.404550 | 10012700590001 | Ladda upp en bild av detta fornminne |
| Husby backe (Överenhörna 61:2)  | Gravfält                |              | Överenhörna, Södermanland |       | 59.301937, 17.401582 | 10012700610002 | Ladda upp en bild av detta fornminne |
| Husby backe (Överenhörna 61:4)  | Gravfält                |              | Överenhörna, Södermanland |       | 59.301891, 17.400270 | 10012700610004 | Ladda upp en bild av detta fornminne |
| Husby backe (Överenhörna 61:5)  | Husgrund, historisk tid |              | Överenhörna, Södermanland |       | 59.301849, 17.399171 | 10012700610005 | Ladda upp en bild av detta fornminne |
| Överenhörna 67:1                | Stensättning            |              | Överenhörna, Södermanland |       | 59.305309, 17.409415 | 10012700670001 | Ladda upp en bild av detta fornminne |
| Överenhörna 68:1                | Gravfält                |              | Överenhörna, Södermanland |       | 59.299108, 17.417191 | 10012700680001 | Ladda upp en bild av detta fornminne |
| Överenhörna 69:1                | Stensättning            |              | Överenhörna, Södermanland |       | 59.280113, 17.460227 | 10012700690001 | Ladda upp en bild av detta fornminne |
| Överenhörna 90                  | Stensättning            |              | Överenhörna, Södermanland |       | 59.289804, 17.369118 | 12000000106070 | Ladda upp en bild av detta fornminne |